# Elecciones de Burgenland
Las elecciones de Burgenland sirven para componer el parlamento estatal, compuesto por 36 diputados. Desde 1964 la mayoría es del Partido Socialdemócrata Austríaco, antes era de mayoría del Partido Popular Austríaco.

## Partidos políticos
Estos son los partidos políticos que alguna vez han tenido representación política desde 1945:
- Partido Socialdemócrata Austríaco
- Partido Popular Austríaco
- Partido de la Libertad de Austria
- Verdes
- Partido Comunista de Austria

En negrita, los partidos que formaron gobierno tras cada elección.
| Elecciones de Burgenland de 1945 |        |       |         |     |
| Partido                          | Votos  | %     | Escaños | +/- |
| ÖVP                              | 68.200 | 51,82 | 17      |     |
| SPÖ                              | 59.106 | 44,91 | 14      |     |
| KPÖ                              | 4.291  | 3,26  | 1       |     |

| Elecciones de Burgenland de 1949 |        |       |         |     |
| Partido                          | Votos  | %     | Escaños | +/- |
| ÖVP                              | 86.496 | 52,61 | 18      | 1   |
| SPÖ                              | 66.470 | 40,43 | 13      | 1   |
| VDU                              | 6.327  | 3,85  | 1       |     |

| Elecciones de Burgenland de 1953 |        |       |         |             |
| Partido                          | Votos  | %     | Escaños | +/-         |
| ÖVP                              | 81.138 | 48,44 | 16      | 2           |
| SPÖ                              | 74.934 | 44,73 | 14      | 1           |
| VDU                              | 6.056  | 3,62  | 1       | Sin cambios |
| KPÖ                              | 5.386  | 3,22  | 1       | 1           |

| Elecciones de Burgenland de 1956 |        |       |         |             |
| Partido                          | Votos  | %     | Escaños | +/-         |
| ÖVP                              | 81.144 | 49,19 | 16      | Sin cambios |
| SPÖ                              | 75.878 | 46,00 | 15      | 1           |
| FPÖ                              | 4.805  | 2,91  | 1       | Sin cambios |

| Elecciones de Burgenland de 1960 |        |       |         |             |
| Partido                          | Votos  | %     | Escaños | +/-         |
| ÖVP                              | 78.316 | 48,15 | 16      | Sin cambios |
| SPÖ                              | 75.090 | 46,16 | 15      | Sin cambios |
| FPÖ                              | 7.486  | 4,60  | 1       | Sin cambios |

| Elecciones de Burgenland de 1964 |        |       |         |             |
| Partido                          | Votos  | %     | Escaños | +/-         |
| SPÖ                              | 79.630 | 48,23 | 16      | 1           |
| ÖVP                              | 78.101 | 47,30 | 15      | 1           |
| FPÖ                              | 5.965  | 3,61  | 1       | Sin cambios |

| Elecciones de Burgenland de 1968 |        |       |         |             |
| Partido                          | Votos  | %     | Escaños | +/-         |
| SPÖ                              | 84.116 | 50,31 | 17      | 1           |
| ÖVP                              | 77.879 | 46,58 | 15      | Sin cambios |

| Elecciones de Burgenland de 1972 |        |       |         |             |
| Partido                          | Votos  | %     | Escaños | +/-         |
| SPÖ                              | 84.713 | 50,52 | 16      | 1           |
| ÖVP                              | 77.023 | 45,94 | 15      | Sin cambios |
| FPÖ                              | 5.109  | 3,05  | 1       | 1           |

## Ampliación del parlamento
En 1977 el SPÖ revalidó su mayoría en Burgenland (Austria) y ganaron 4 escaños. Los populares bajaron ligeramente, pero ganaron un escaño. Los nacionalistas perdieron su escaño. Hasta estas elecciones el parlamento de este estado estaba compuesto por 32 escaños, a partir de estas elecciones el número crece: ahora son 36 escaños.
Los resultados fueron:
| Elecciones de Burgenland de 1977 |        |       |         |     |
| Partido                          | Votos  | %     | Escaños | +/- |
| SPÖ                              | 89.747 | 51,95 | 20      | 4   |
| ÖVP                              | 77.981 | 45,14 | 16      | 1   |

En 1982 el SPÖ revalidó su mayoría en Burgenland (Austria).
Los populares bajaron ligeramente, pero igualaron el número de escaños.
Los resultados fueron:
| Elecciones de Burgenland de 1982 |        |       |         |             |
| Partido                          | Votos  | %     | Escaños | +/-         |
| SPÖ                              | 92.442 | 53,22 | 20      | Sin cambios |
| ÖVP                              | 74.748 | 43,04 | 16      | Sin cambios |

En 1987 el SPÖ revalidó su mayoría en Burgenland (Austria), aunque perdieron 3 escaños que fueron a parar a manos de los nacionalistas. Los populares bajaron ligeramente, pero igualaron el número de escaños.
Los resultados fueron:
| Elecciones de Burgenland de 1987 |        |       |         |             |
| Partido                          | Votos  | %     | Escaños | +/-         |
| SPÖ                              | 83.189 | 47,33 | 17      | 3           |
| ÖVP                              | 72.935 | 41,50 | 16      | Sin cambios |
| FPÖ                              | 12.855 | 7,31  | 3       | 3           |

En 1991 el SPÖ revalidó su mayoría en Burgenland (Austria). Los populares bajaron ligeramente, perdiendo un parlamentario, que fue ganado por los nacionalistas. Los resultados fueron:
| Elecciones de Burgenland de 1991 |        |       |         |             |
| Partido                          | Votos  | %     | Escaños | +/-         |
| SPÖ                              | 82.955 | 48,14 | 17      | Sin cambios |
| ÖVP                              | 65.814 | 38,19 | 15      | 1           |
| FPÖ                              | 16.793 | 9,74  | 4       | 1           |

En 1996 el SPÖ revalidó su mayoría en Burgenland (Austria). Los populares bajaron ligeramente, perdiendo un parlamentario, que fue ganado por los nacionalistas. Los resultados fueron:
| Elecciones de Burgenland de 1996 |        |       |         |             |
| Partido                          | Votos  | %     | Escaños | +/-         |
| SPÖ                              | 77.656 | 44,45 | 17      | Sin cambios |
| ÖVP                              | 62.991 | 36,06 | 14      | 1           |
| FPÖ                              | 25.426 | 14,55 | 5       | 1           |

En 2000 el SPÖ revalidó su mayoría en Burgenland (Austria). Los populares bajaron ligeramente, perdiendo un parlamentario, al igual que los nacionalistas. Estos dos escaños fueron a parar a los verdes. Los resultados fueron:
| Elecciones de Burgenland de 2000 |        |       |         |             |
| Partido                          | Votos  | %     | Escaños | +/-         |
| SPÖ                              | 85.313 | 46,55 | 17      | Sin cambios |
| ÖVP                              | 64.750 | 35,33 | 13      | 1           |
| FPÖ                              | 23.154 | 12,63 | 4       | 1           |
| GRÜNE                            | 10.057 | 5,49  | 2       | 2           |

| Elecciones de Burgenland de 2005 |         |       |         |             |
| Partido                          | Votos   | %     | Escaños | +/-         |
| SPÖ                              | 100.497 | 52,18 | 19      | 2           |
| ÖVP                              | 70.057  | 36,38 | 13      | Sin cambios |
| FPÖ                              | 11.077  | 5,75  | 2       | 2           |
| GRÜNE                            | 10.043  | 5,21  | 2       | Sin cambios |

| Elecciones de Burgenland de 2010 |        |       |         |             |
| Partido                          | Votos  | %     | Escaños | +/-         |
| SPÖ                              | 91.185 | 48,26 | 18      | 1           |
| ÖVP                              | 65.411 | 34,62 | 13      | Sin cambios |
| FPÖ                              | 16.970 | 8,98  | 3       | 2           |
| GRÜNE                            | 7.835  | 4,15  | 1       | 1           |
| Lista Burgenland                 | 7.559  | 4,00  | 1       |             |

| Elecciones de Burgenland de 2015 |        |       |         |     |
| Partido                          | Votos  | %     | Escaños | +/- |
| SPÖ                              | 77.947 | 41,92 | 15      | 3   |
| ÖVP                              | 54.080 | 29,08 | 11      | 2   |
| FPÖ                              | 27.964 | 15,04 | 6       | 3   |
| GRÜNE                            | 11.964 | 6,43  | 2       | 1   |
| Lista Burgenland                 | 8.970  | 4,82  | 2       | 1   |

| Elecciones de Burgenland de 2020 |        |       |         |             |
| Partido                          | Votos  | %     | Escaños | +/-         |
| SPÖ                              | 92.634 | 49,94 | 19      | 4           |
| ÖVP                              | 56.726 | 30,58 | 11      | Sin cambios |
| FPÖ                              | 18.161 | 9,79  | 4       | 2           |
| GRÜNE                            | 12.466 | 6,72  | 2       | Sin cambios |

- Datos: Q1804027
- Multimedia: 2005 Burgenland state election / Q1804027